# ロドルフォ・ゴンザレス
ロドルフォ・ゴンザレス（Rodolfo Gonzalez、1945年12月16日 - ）は、メキシコの男性プロボクサー。ハリスコ州グアダラハラ出身。元WBC世界ライト級王者。

## 来歴
1959年11月2日、14歳でプロデビュー。デビュー戦を1RKOで勝利。デビュー以来53連勝を記録。
1962年9月1日、53戦目を勝利すると、その後アメリカに移住する。
1963年2月15日、アメリカでの初戦でLicho Guerreroと対戦するが左目カットのため10RTKO負けを喫し初黒星。
その後アメリカで契約して、勝ち負けを繰り返すが、世界ランキング1位となる。勝利の大半をKOで決めるなど快進撃を続けるがなかなか世界王座挑戦は叶わなかった。
1972年11月10日、アメリカに来てから10年目についにWBC世界ライト級王座に挑戦し、王者チャンゴ・カルモナを降した。試合は12R終了後にカルモナ陣営が続行不可能を選択し終わる。その後2度防衛。
1974年4月11日、東京の日大講堂で行われた3度目の防衛戦で、挑戦者のガッツ石松に対し8RKO負けを喫した。この試合でガッツ石松が今の「ガッツポーズ」を創造したという話もあるが、創造した訳ではなく、その姿を見たマスコミが名前をつけたにすぎない。
1974年11月28日、大阪府立体育館でガッツ石松にリターンマッチを挑んだが12RKO負けを喫し、王座奪還を果たせずこの試合を最後に現役を引退した。